# Њу Смирна Бич (Флорида)
Њу Смирна Бич (енгл. New Smyrna Beach) град је у америчкој савезној држави Флорида. По попису становништва из 2010. у њему је живело 22.464 становника.

## Демографија
Према попису становништва из 2010. у граду је живело 22.464 становника, што је 2.416 (12,1%) становника више него 2000. године.
| Група             | 2000.          | 2010.          |
| Белци             | 18.141 (90,5%) | 19.951 (88,8%) |
| Афроамериканци    | 1.257 (6,3%)   | 1.324 (5,9%)   |
| Азијати           | 101 (0,5%)     | 251 (1,1%)     |
| Хиспаноамериканци | 301 (1,5%)     | 632 (2,8%)     |
| Укупно            | 20.048         | 22.464         |